# 보헤미아 형제단
보헤미아 형제단(Unitas Fratrum 또는 Unity of Brethren) 또는 보헤미안 형제단은 15세기 중반 보헤미아에서 발도파와 체코의 종교개혁가 얀 후스를 따르던 후스파의 영적 이상주의에 영향을 받은 개신교 종교단체이다.

## 개요

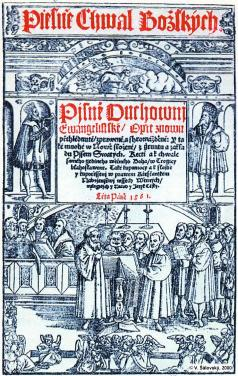
보헤미아 형제단의 찬송가, 1561

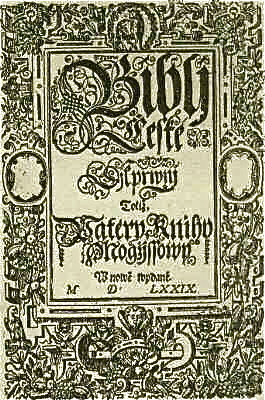
크랄리체 성경 표지

이들은 성경을 신앙의 유일한 규준으로 삼으며 소박하고 비폭력적인 삶을 추구했다. 로마 가톨릭교회의 화체설을 부인하며 모든 신자들이 떡과 포도주를 받는 성찬을 인정했으며 찬송을 매우 중요하게 생각했다.
1501년 최초의 개신교 찬송가집을 발행했으며, 체코어로 번역되어 체코 문학에 일획을 그은 《크랄리체 성경》(Kralice Bible)을 펴냈다. 16세기 중반 보헤미아 형제단원들은 폴란드로 이주하여 약 2세기 정도 정착했는데 30년 전쟁의 빌라 호라 전투에서 이들의 군대가 로마 가톨릭 연합군에 패한 이후 몰락하게 된다. 1629년 신성 로마 제국의 페르디난트 2세의 복구령을 통해 강제로 가톨릭으로 개종당하거나 추방당하여 멸절되기에 이른다. 소수의 사람들은 요한 아모스 코메니우스의 지도하에 있던 폴란드로 망명하였고 어떤 이들은 지하로 잠입하였고, 또 어떤 무리들은 로마 가톨릭교회에 복종하는 체 하였다. 작센 주로 피신한 한 무리는 헤른후터파라는 이름으로 명맥을 유지했는데 이들이 체코슬로바키아의 모라비아 형제회와 복음주의 체크 형제회의 기원이 되었다.